# أحمد صوان
أحمد صوان كاتب سوري ذات اصول فلسطينية.

## حياته ونشأته
ولد في بيريا، صفد عام 1947. شغل منصب نائب عميد كلية الآداب والعلوم الإنسانية بأكاديمية باشاك شهير للعلوم العربيَّة والإسلاميَّة. تخرج في كلية الآداب والعلوم الإنسانية بجامعة دمشق قسم اللغة العربية، ثمّ حصل على دبلوم في التأهيل التربوي من كليّة التربية بجامعة دمشق، ثم حصل على الماجستير في اللغة العربية وآدابها من كليّة الآداب واللغة العربية بالجامعة اللبنانية، الفرع الأوّل. وفي عام 2010 حصل على الدكتوراه في الدّراسات الأدبية من كلية الآداب والعلوم الإنسانية بجامعة دمشق قسم اللغة العربية. درَّس في الجامعة العربية المفتوحة، فرع الريّاض، ثم أستاذ مساعد في كلّية الإلهيات بجامعة تراكيا. ترفّع إلى درجة أستاذ مشارك بأكاديمية باشاك شهير في إسطنبول، ثمَّ عيِّن سنة 2017 نائب عميد كلية الآداب والعلوم الإنسانية فيها. شارك في تأليف بعض السلاسل في تعليم العربية للناطقين بغيرها، وهو قاصّ وباحث في أدب الأطفال.

## حياته المهنية
بدأ عمله الصحفي محررا في جريدة الثورة في العام 1967، كان اهتمامه منصبا على الشؤون الثقافية والأدبية، وقد أجرى عدة حوارات هامة مع شعراء وأدباء في ذلك الحين. بعد ذلك توجه كلية إلى الكتابة في الشؤون السياسية، فكتب خلال سنوات طويلة الكثير من المقالات والزوايا والتعليقات السياسية التي نشرت في الصحف والمجلات، وأذيع كثير منها في الإذاعة السورية والتلفزة. فكان له حضوره المتميز. رئس تحرير وكالة (وفا) في العام 1972، في دمشق. وكان من المشاركين الفاعلين في تأسيس اتحاد الكتاب والصحفيين الفلسطينيين، وانتخب لدورتين انتخابيتين عضوا إلى المؤتمر العام ممثلا عن فرع سورية للاتحاد. في العام 1978، كلف برئاسة تحرير جريدة (الفداء) التي تصدر في محافظة حماة.. ثم عمل رئيسا للقسم الثقافي في جريدة الثورة، ثم القسم السياسي. ومنذ العام 1980 تسلم منصب رئاسة التحرير في مجلة (صوت فلسطين) الشهرية. كما رئس تحرير جريدة "الوحدة" التي صدرت في اللاذقية عام 1984 حيث أصدر العدد صفر والأعداد الأولى من الجريدة. وتسلم مهمة أمين التحرير للشؤون السياسية في جريدة تشرين منذ عام 1989.. كما تسلم مديرا للتحرير في مجلة (تشرين الأسبوعي) منذ العام 1998. عضو لدورتين انتخابيتين في مجلس اتحاد الصحفيين السوريين منذ عام 1991 حتى الآن. زار العديد من البلدان الأجنبية، ومعظم البلدان العربية في مهمات صحفية رسمية وبدعوات مهرجانات إعلامية ودبلوماسية.

## مناصب
- رئاسة قسم الدراسات السياسية في جريدة الثورة السورية عام 1976.
- مديرا للبحوث في مؤسسة الوحدة في آذار 2001.
- شغل موقع مستشار لوزير الإعلام ما بين الأعوام 1985 – 1987 و2002 – 2004.
- عمل معلقا سياسيا في إذاعة دمشق منذ عام 1976، وأعد للتلفزيون عام 1992 ولمدة ثلاث سنوات برنامجي «أضواء على الأحداث» و«ما وراء الأخبار».[5]

## المؤلفات
- مدقق لغوي في المسلسل الكرتوني صقور الأرض.[6]
- «الكرة الثقيلة» دراسة سياسية عن عملية السلام منذ مؤتمر مدريد صدرت عام 2000.
- انتفاضة الأقصى والإعلام الغربي دمشق 2001.
- «حافظ الأسد مدرسة قومية خالدة» بيروت 2002.
- «المحاكمة» دراسة سياسية عن الحملة الصهيونية على تيار القومية العربية في إسرائيل، صدر عام 2003 في دمشق.[5]

## جوائز
حاز على الإجازة في الآداب قسم اللغة العربية من جامعة دمشق في العام 1973.

## الوفاة
توفى الصحفي والمحلل السياسي السوري أحمد صوان بعد معاناة مع المرض.